# Куш (Біблія)
Куш — син Хама, сина Ноя.

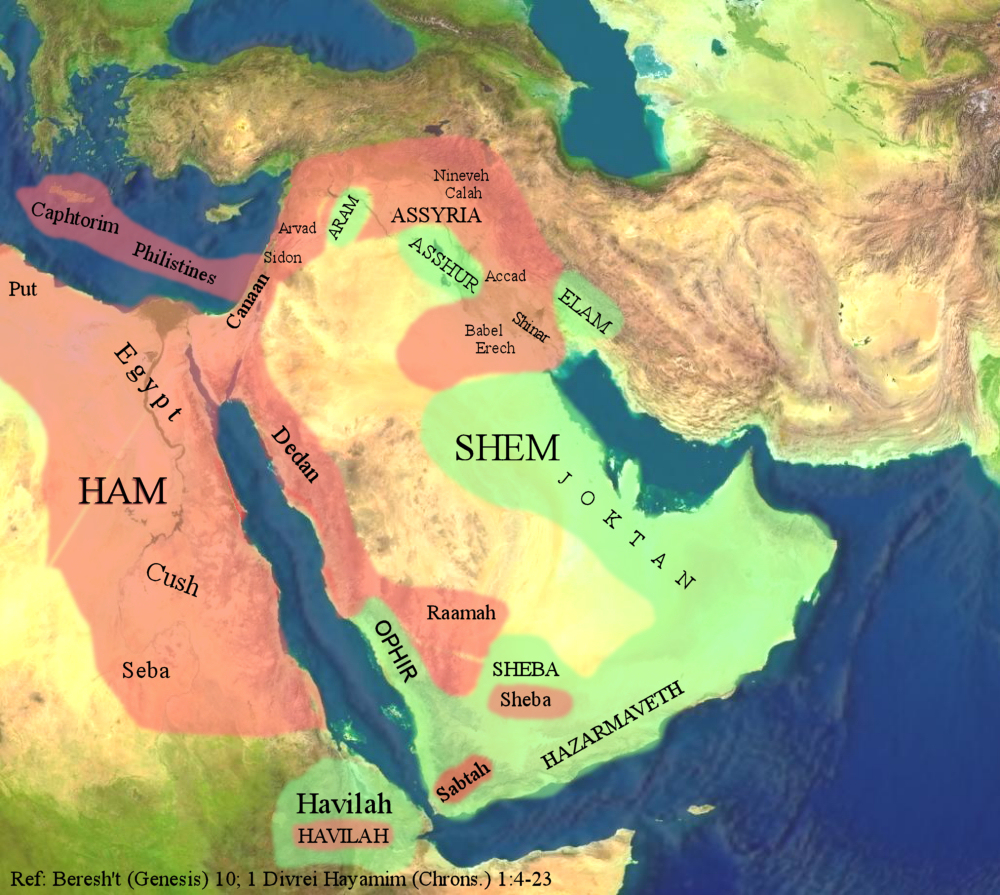
Розселення нащадків Сима й Хама за єврейським знанням

З Кушем у біблійні часи й в давнину ототожнювали Ефіопію, Царство Куш.
Куш мав синів: Сева, Хавіла, Савта, Раама, Савтеха. (Буття 10:7)
Також він породив Німрода, який розпочав на землі велетнів. (Буття 10:8)